# Zygmunt Koralewski
Zygmunt Koralewski (Śrem, 8 marzo 1936 – Kotłów, 22 agosto 2002) è stato un vescovo vetero-cattolico polacco.

## Biografia
Nel 1961, Zygmunt Koralewski fu ordinato presbitero nella Chiesa cattolica. Tra il 1961 e il 1968 fu vicario presso la parrocchia cattolica della Natività della Beata Vergine Maria a Kotłów.
Successivamente fu inviato a Poznań a servire in una delle parrocchie locali, decisione che non trovò tuttavia d'accordo i parrocchiani.  Dopo che il ricorso non ebbe dato il risultato voluto, ci fu una forte controversia tra gli abitanti di Biskupice Zabaryczne, Kotłów e Strzyżew e la Curia dell'Arcidiocesi di Poznań. La conseguenza del conflitto fu la creazione di una parrocchia autonoma nel villaggio e la scelta di Zygmunt Koralewski come pastore.
Nel 1969, per non essersi sottomesso alle decisioni dell'arcivescovo di Poznań Antoni Baraniak, Zygmunt Koralewski fu sospeso, e nel 1971 fu scomunicato.
Dopo lo scisma Zygmunt Koralewski si trasferì con i suoi fedeli sotto la giurisdizione della Chiesa polacco-cattolica. Nel 1974 divenne pastore della parrocchia della Natività della Beata Vergine Maria a Kotłów. Nel 1975 fu nominato decano. Tra il 1978 e il 1982 ha portato alla costruzione del Kotłów Procattedrale della Natività della Beata Vergine Maria. Ricevette la dignità dell'infula.
Nel 1982 il Sinodo della diocesi polacco-cattolica di Breslavia lo nominò vescovo, e il 29 aprile 1987 fu confermato vescovo ausiliare della diocesi stessa, ruolo a cui fu consacrato il 27 maggio successivo.
Il 1º ottobre 1994 partecipò a Breslavia alla consacrazione episcopale ecumenica del vescovo Riszard Bogusz, della Chiesa evangelica augustea polacca.
Per il resto della sua vita rimase parroco della parrocchia polacco-cattolica di Kotłów. Il suo corpo fu sepolto davanti al frontone della Procattedrale di Kotłów.

## Genealogia episcopale
La genealogia episcopale è:
CHIESA CATTOLICA
- Cardinale Scipione Rebiba
- Cardinale Giulio Antonio Santori
- Cardinale Girolamo Bernerio, O.P.
- Arcivescovo Galeazzo Sanvitale
- Cardinale Ludovico Ludovisi
- Cardinale Luigi Caetani
- Vescovo Giovanni Battista Scanaroli
- Cardinale Antonio Barberini iuniore
- Arcivescovo Charles-Maurice le Tellier
- Vescovo Jacques Bénigne Bossuet
- Vescovo Jacques de Goyon de Matignon
- Vescovo Dominique Marie Varlet

CHIESA ROMANO-CATTOLICA OLANDESE DEL CLERO VETERO EPISCOPALE
- Arcivescovo Petrus Johannes Meindaerts
- Vescovo Johannes van Stiphout
- Arcivescovo Walter van Nieuwenhuisen
- Vescovo Adrian Jan Broekman
- Arcivescovo Jan van Rhijn
- Vescovo Gisbert van Jong
- Arcivescovo Willibrord van Os
- Vescovo Jan Bon
- Arcivescovo Johannes van Santen

CHIESA VETERO-CATTOLICA
- Arcivescovo Hermann Heykamp
- Vescovo Casparus Johannes van Rinkel
- Arcivescovo Gerardus Gul

CHIESA CATTOLICA NAZIONALE POLACCA
- Vescovo Franciszek Hodur
- Vescovo Leon Grochowski

CHIESA POLACCO-CATTOLICA
- Vescovo Tadeusz Majewski
- Vescovo Zygmunt Koralewski